# Stephen Bechtel
Stephen D. Bechtel, Jr. (Oakland, 10 de maio de 1925 – São Francisco, 15 de março de 2021) foi um empresário e engenheiro estadunidense.
Foi juntamente com seu filho Riley Peart Bechtel coproprietário da Bechtel Corporation. Filho de Stephen David Bechtel, Sr. e neto de Warren A. Bechtel, que fundou a Bechtel Corporation.

## Educação
Stephen Bechtel estudou na Universidade de Purdue, obtendo um grau de Bachelor of Science em engenharia civil em 1946. Obteve um mestrado em administração de empresas na Stanford Graduate School of Business em 1948.

## Nomeações políticas
Lyndon B. Johnson nomeou Bechtel membro do Comitê Presidencial de Moradia Urbana. Foi nomeado por Richard Nixon membro do National Industrial Pollution Control Council, do National Commission on Productivity, do Labor Management Advisory Committee e do National Commission for Industrial Peace.

## Condecorações e honrarias
Foi eleito membro da Academia de Artes e Ciências dos Estados Unidos em 1990.

## Morte
Bechtel morreu em 15 de março de 2021, aos 95 anos de idade, em São Francisco.